# A Little Bit Longer
A Little Bit Longer é o terceiro álbum de estúdio da banda estadunidense Jonas Brothers É o segundo álbum da banda lançado pela gravadora Hollywood Records, e foi lançado dia 12 de agosto de 2008 nos Estados Unidos. 
O álbum pode usar a tecnologia CDVU+ e tem 12 faixas.
"Burnin' Up" foi o primeiro single do álbum, o segundo "Lovebug", e o último single foi "Tonight".
| Críticas profissionais                                                      | Críticas profissionais |
| Avaliações da crítica                                                       | Avaliações da crítica  |
| Fonte                                                                       | Avaliação              |
| --------------------------------------------------------------------------- | ---------------------- |
| allmusic                                                                    | [ 5 ]                  |
| Blender                                                                     | [ 6 ]                  |
| Rolling Stone                                                               | [ 7 ]                  |
| Slant Magazine                                                              | [ 8 ]                  |
| The Guardian                                                                | [ 9 ]                  |
| Esta tabela precisa de ser acompanhada por texto em prosa. Consulte o guia. |                        |

## Faixas
1. "BB Good" (Kevin Jonas, Joe Jonas, Nick Jonas, John Taylor) — 2:56
2. "Burnin' Up" (Nick Jonas, Joe Jonas, Kevin Jonas) — 2:54
3. "Shelf" (Nick Jonas, Joe Jonas, Kevin Jonas) — 3:48
4. "One Man Show" (Nick Jonas, Joe Jonas, Kevin Jonas) — 3:08
5. "Lovebug" (Nick Jonas, Joe Jonas, Kevin Jonas) — 3:40
6. "Video Girl" (Nick Jonas, Joe Jonas, Kevin Jonas) — 3:29
7. "Can't Have You" (Nick Jonas, PJ Bianco) — 4:28
8. "Tonight" (Nick Jonas, Joe Jonas, Kevin Jonas, Greg Garbowsky) — 3:34
9. "Pushin' Me Away" (Nick Jonas, Joe Jonas, Kevin Jonas) — 3:03
10. "Sorry"(John Fields, Nick Jonas, Joe Jonas, Kevin Jonas) — 3:12
11. "Got Me Going Crazy" (Nick Jonas) — 2:35
12. "A Little Bit Longer" (Nick Jonas) — 3:25
13. "When You Look Me In The Eyes" (Nick Jonas) — 4:10
14. "Hello Goodbye" (Bonus)
15. "Out Of This World" (UK Bonus track)
16. "Infatuation" (Not Released)

## Performance nas paradas
| Chart (2008)                 | Melhor posição | Certificação |
| ---------------------------- | -------------- | ------------ |
| EUA Billboard 200            | 1              | Platina      |
| Mexican Top 100 Albums Chart | 1              | Ouro         |
| UK Albums Chart              | 19             | –            |
| Portugal Álbuns Top 30       | 27             | –            |
| Brasil ABPD                  | 1              | Platina      |